# Epijana cinerea
Epijana cinerea är en fjärilsart som beskrevs av Holland 1893. Epijana cinerea ingår i släktet Epijana och familjen Eupterotidae. Inga underarter finns listade i Catalogue of Life.